# 2017年東アジア競技大会
2017年東アジア競技大会（2017ねんひがしアジアきょうぎたいかい、2017 the sixth East Asian Games）は、2017年に開催される予定だったスポーツ競技大会。2013年、2019年から東アジアユースゲームズを開催することが決まったため中止が発表された。

## 立候補都市
- 台中市（ チャイニーズタイペイ）
- ウランバートル（ モンゴル）
- 海口（ 中国）
- 清州（ 韓国）
- 広州（ 中国）